# Вершина Вторая
Верши́на Втора́я (укр. Вершина Друга) — село, Пологовский район, Запорожская область, Украина.

## Географическое положение
Село Вершина Вторая находится на правом берегу реки Берда, недалеко от её истоков. Ниже по течению примыкает село Смирново, на противоположном берегу — село Алексеевка.
В 300 метрах на восток проходит автомобильная дорога Т-0815.
Расстояние до административных центров: 28 километров на северо-запад до города Пологи — центра Пологовского района, 105 километров на северо-запад до города Запорожье — центра Запорожской области.

## Население
| 2001 |
| ---- |
| 681  |

## История
До 1921 года село Вершина Вторая было частью соседней Поповки. В августе 1921 года в каждой из трёх частей Поповки, были избраны сельсоветы, с этого момента они стали самостоятельными сёлами — Поповка, Вершина Вторая и Водяное.
У сёл Вершина Вторая и Поповка осенью 1941 года шли ожесточенные бои с нацистскими оккупантами. Обескровленные в неравных боях войска 18-й армии закрепились в 3 километрах к югу от Поповки. Оперативная группа штаба армии оказалась в окружении. Утром 8 октября 1941 года командный пункт 18-й армии несколько раз был обстрелян в районе Поповки сильным артиллерийским, миномётным и пулемётным огнем врага. Погибли — командующий войсками 18-й армии Генерал-лейтенант А. К. Смирнов, начальник артиллерии 18-й армии генерал-майор А. С. Титов, бригадный комиссар военно-воздушных сил 18-й армии Н. П. Новохатный, начальник штаба 51-й Перекопской дивизии полковник Смердов и 193 советских воина. Враг захватил 65000 пленных, 125 танков и более 500 орудий.

## Достопримечательности

Балка Берда, северо-западнее села
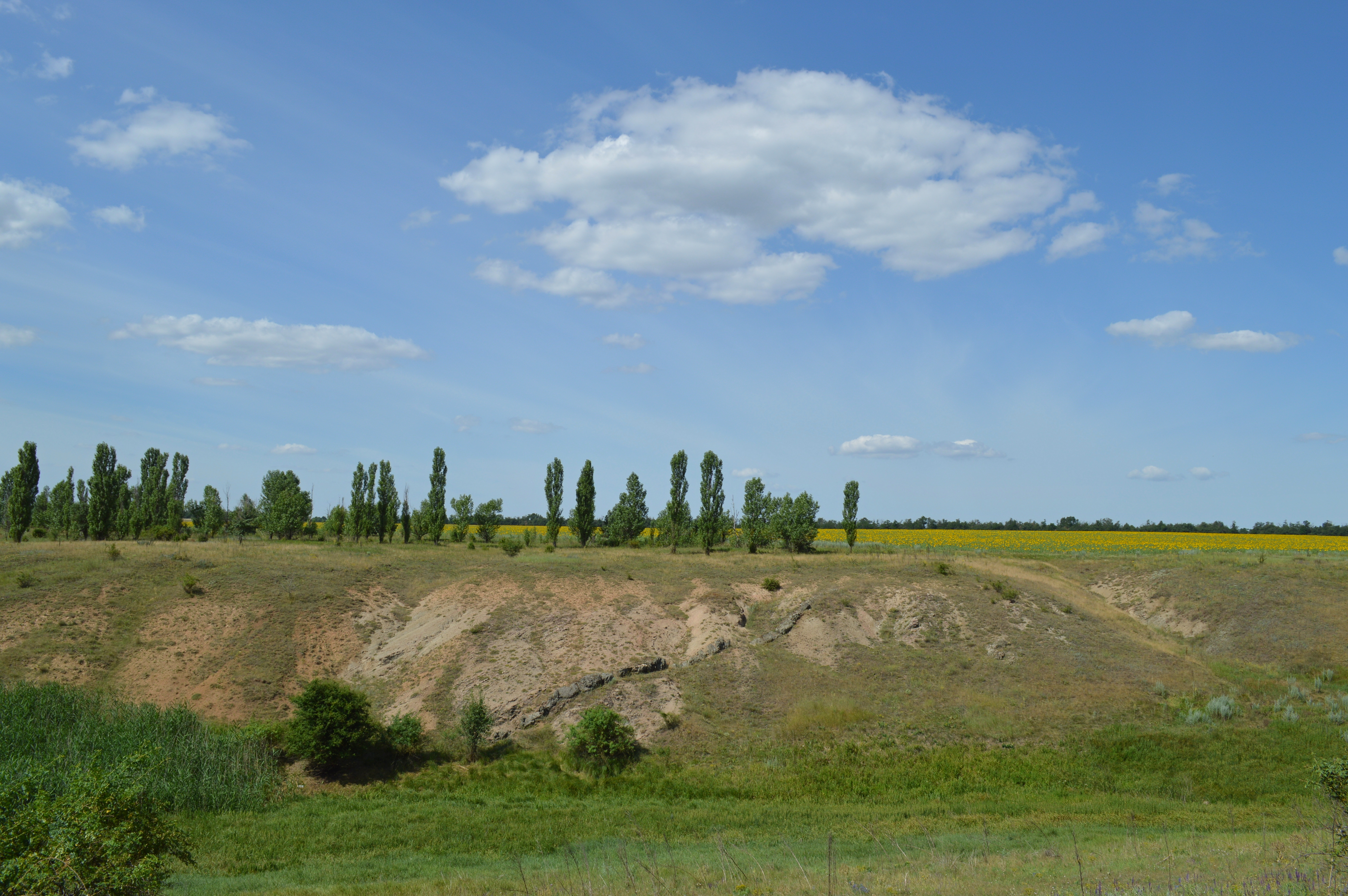
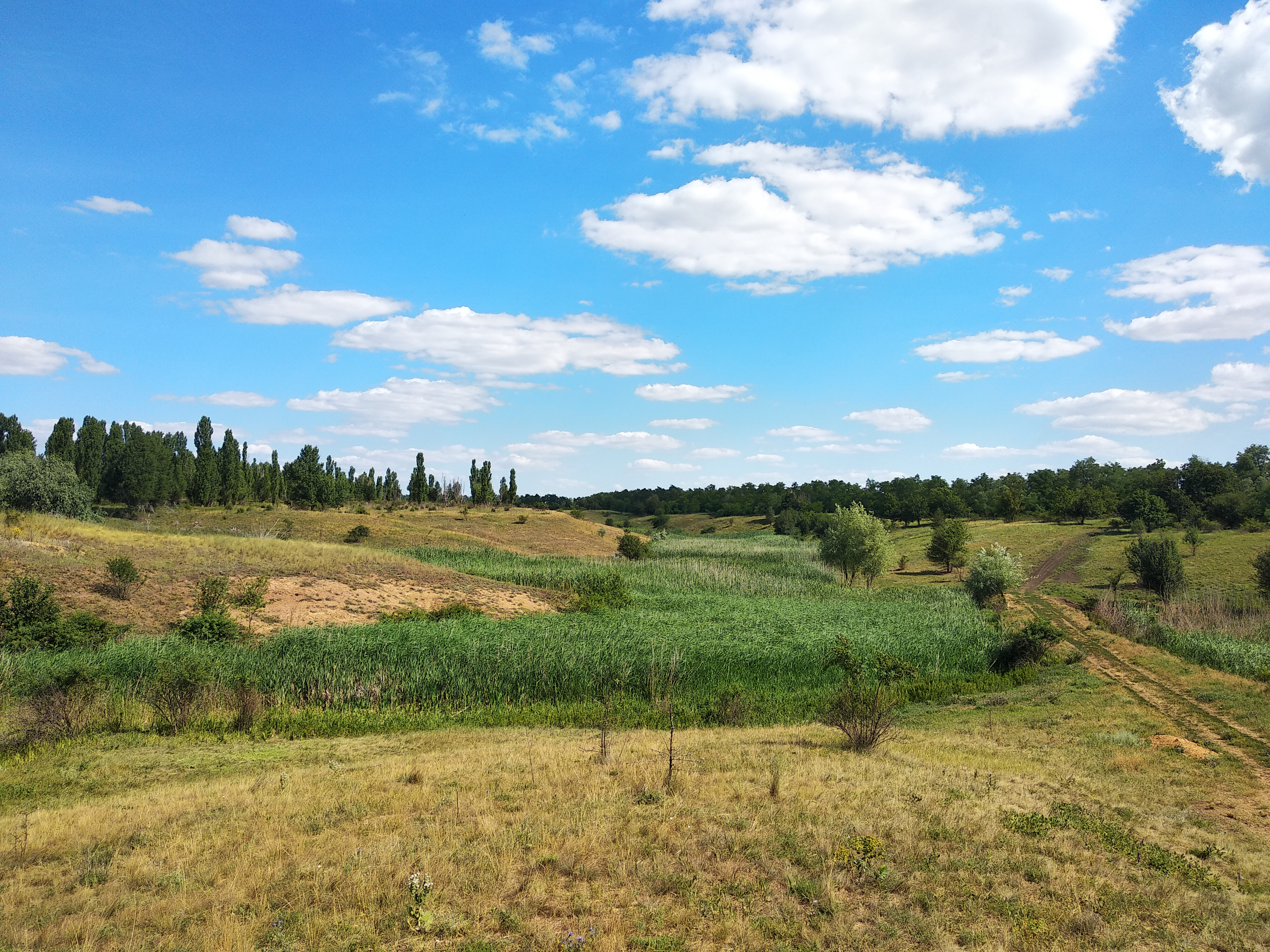
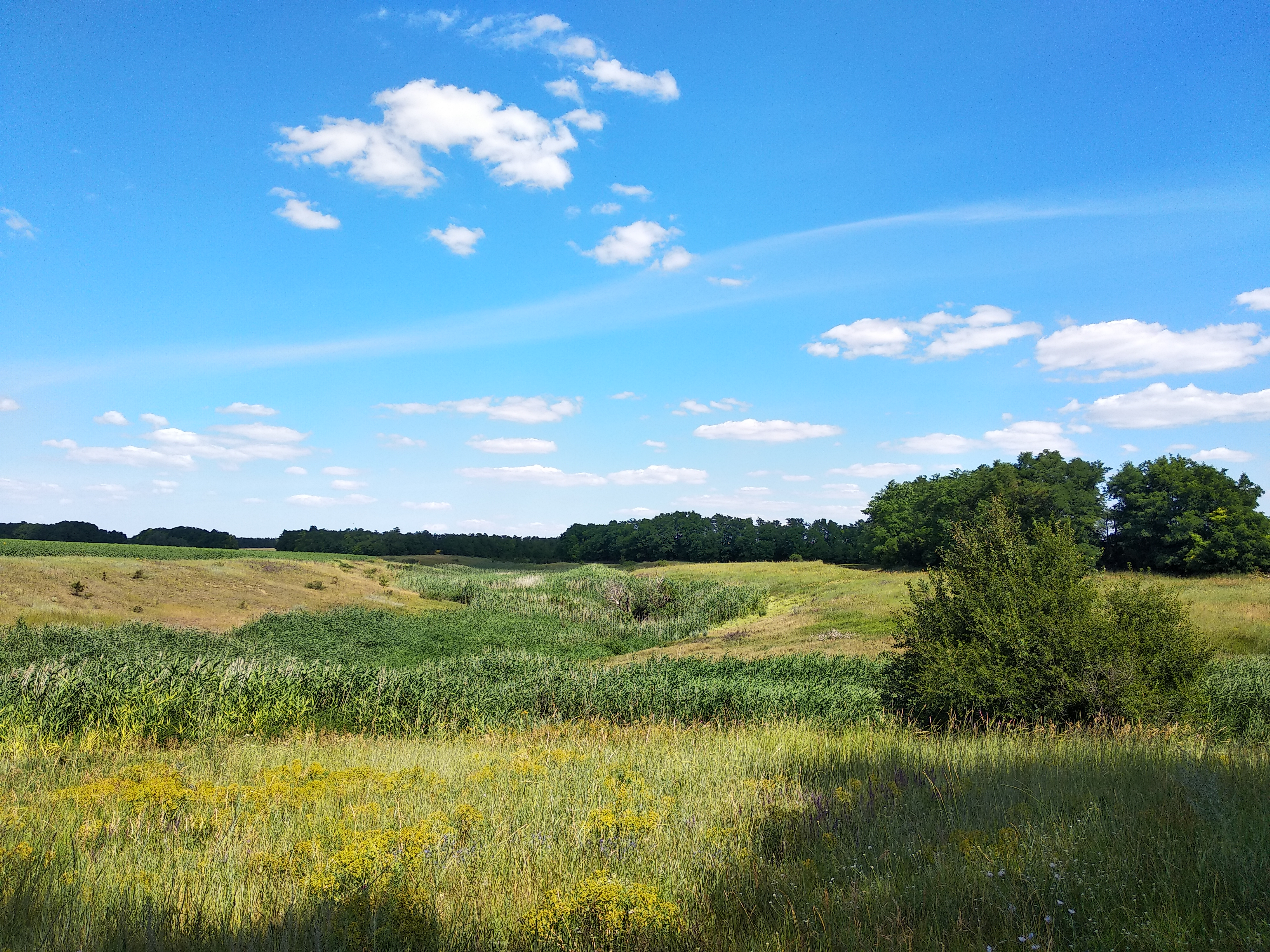
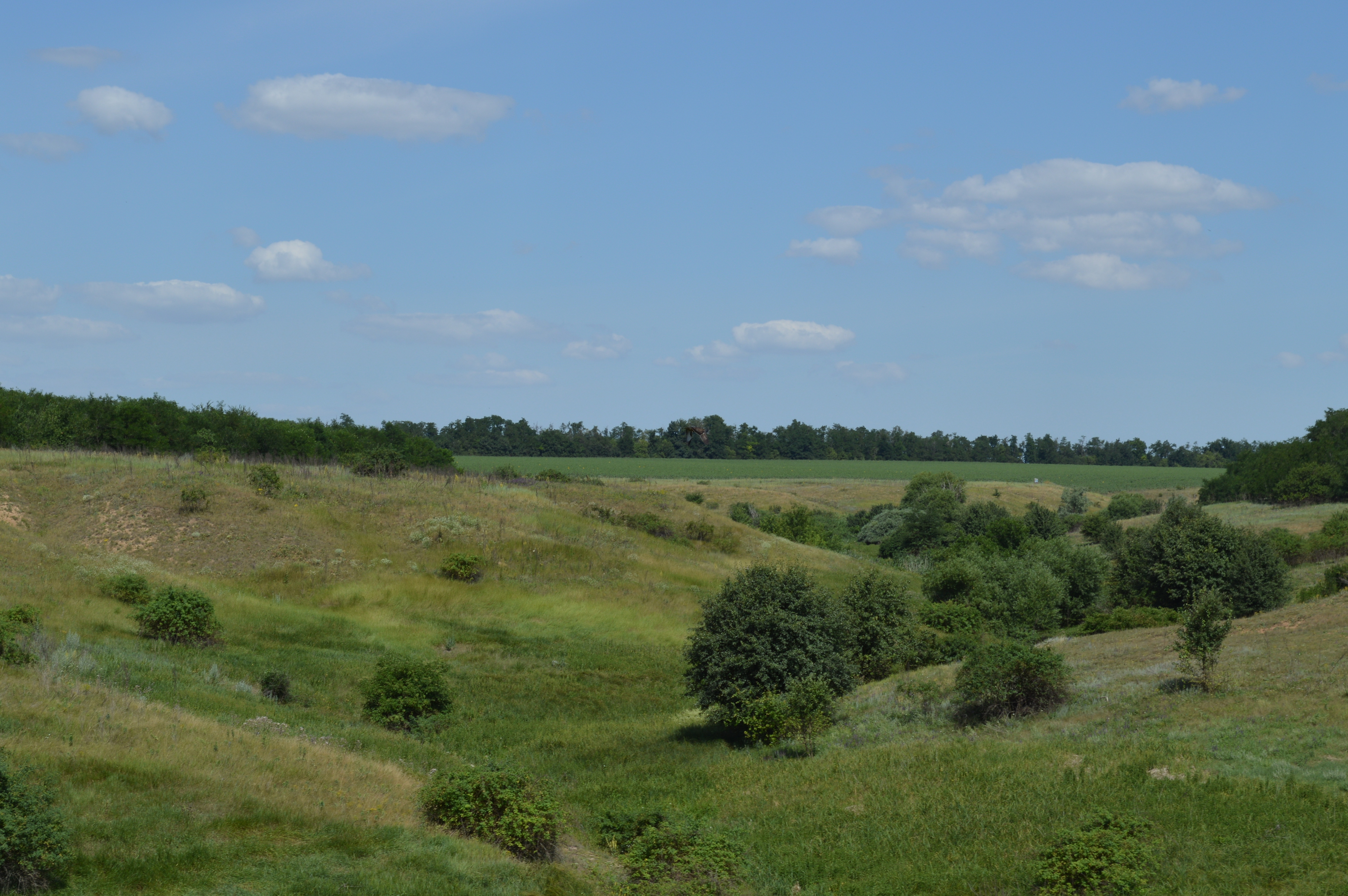
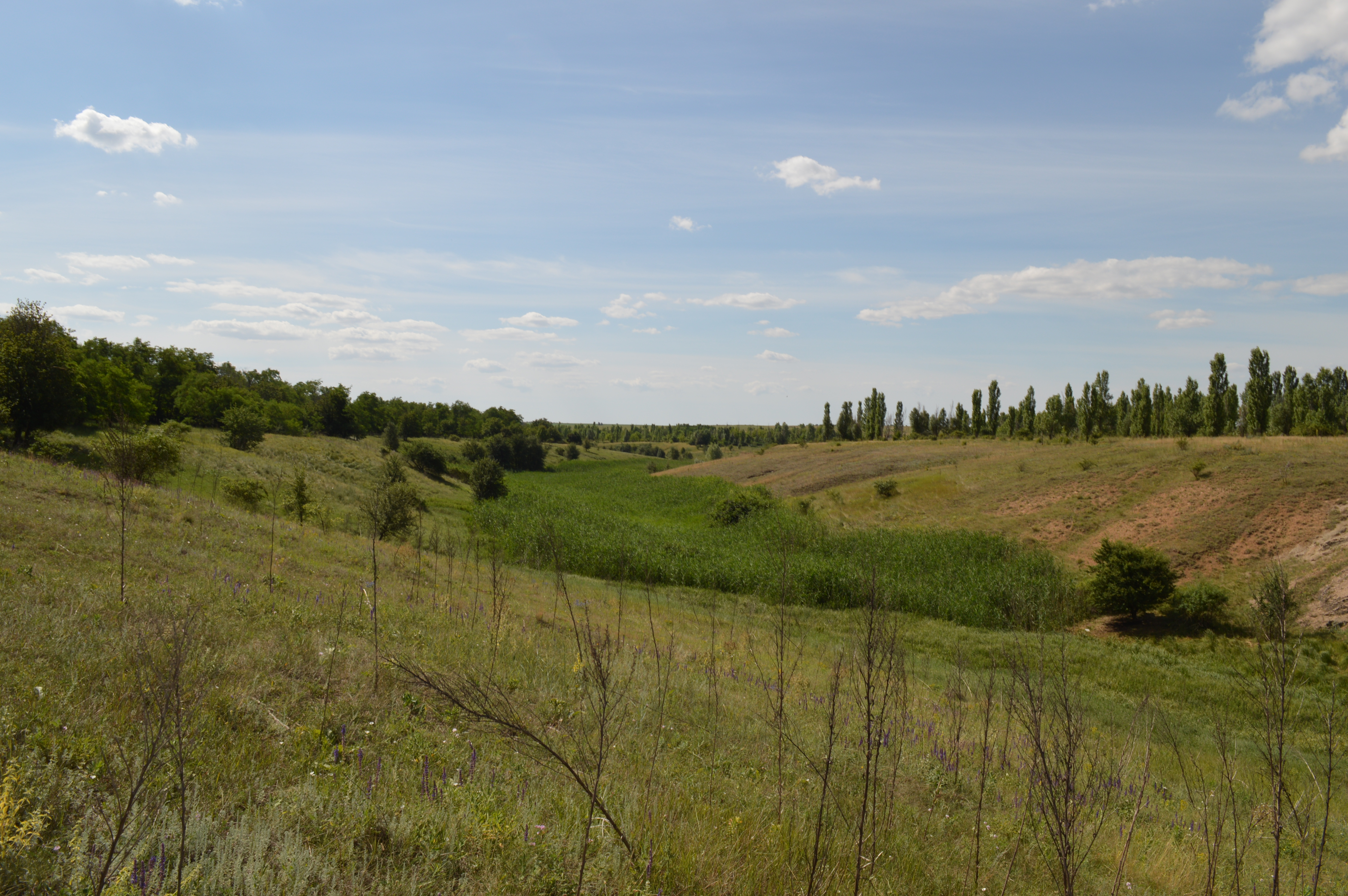
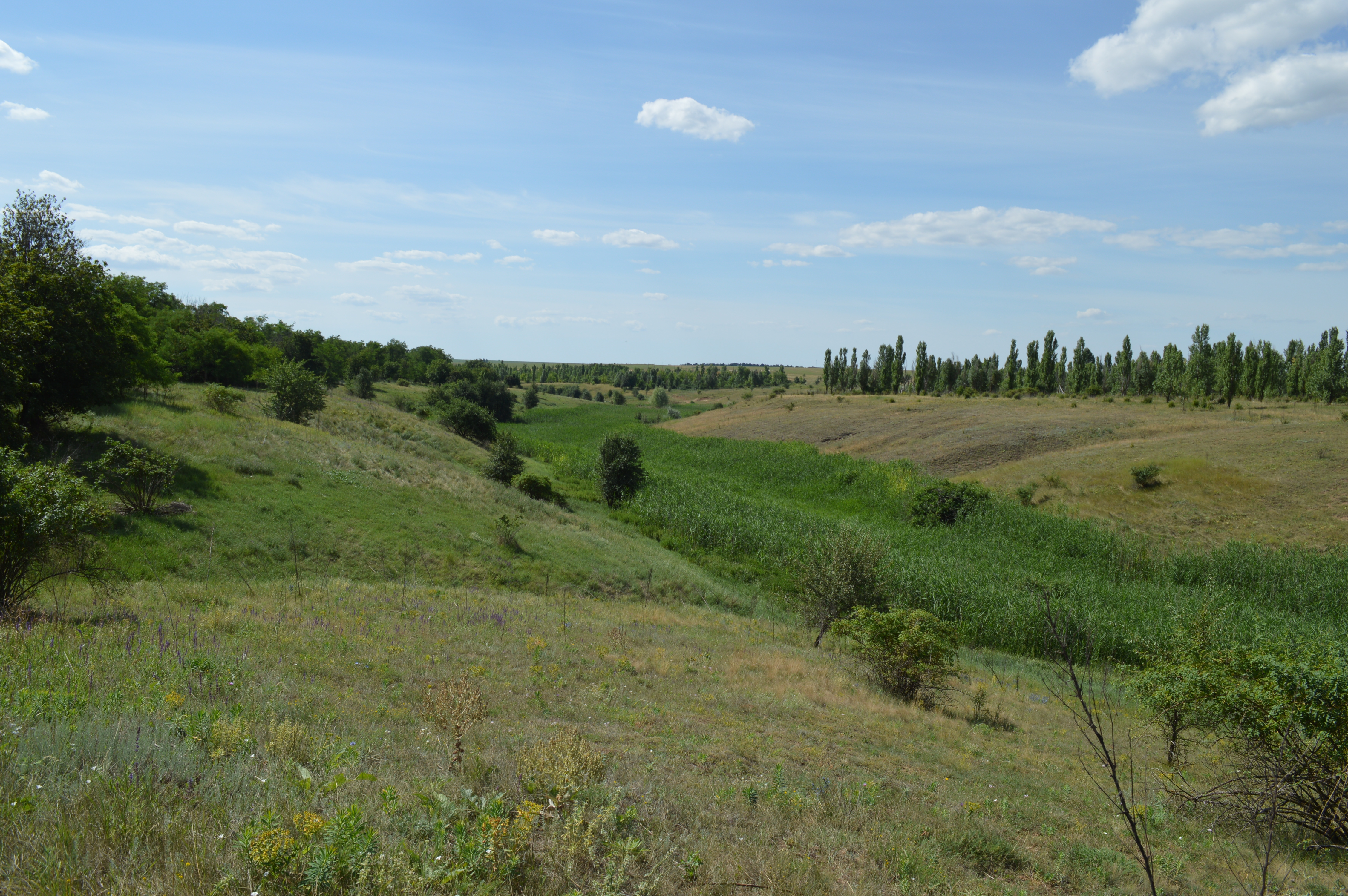

Мемориал на братской могиле советских воинов, погибших в годы Великой Отечественной войны
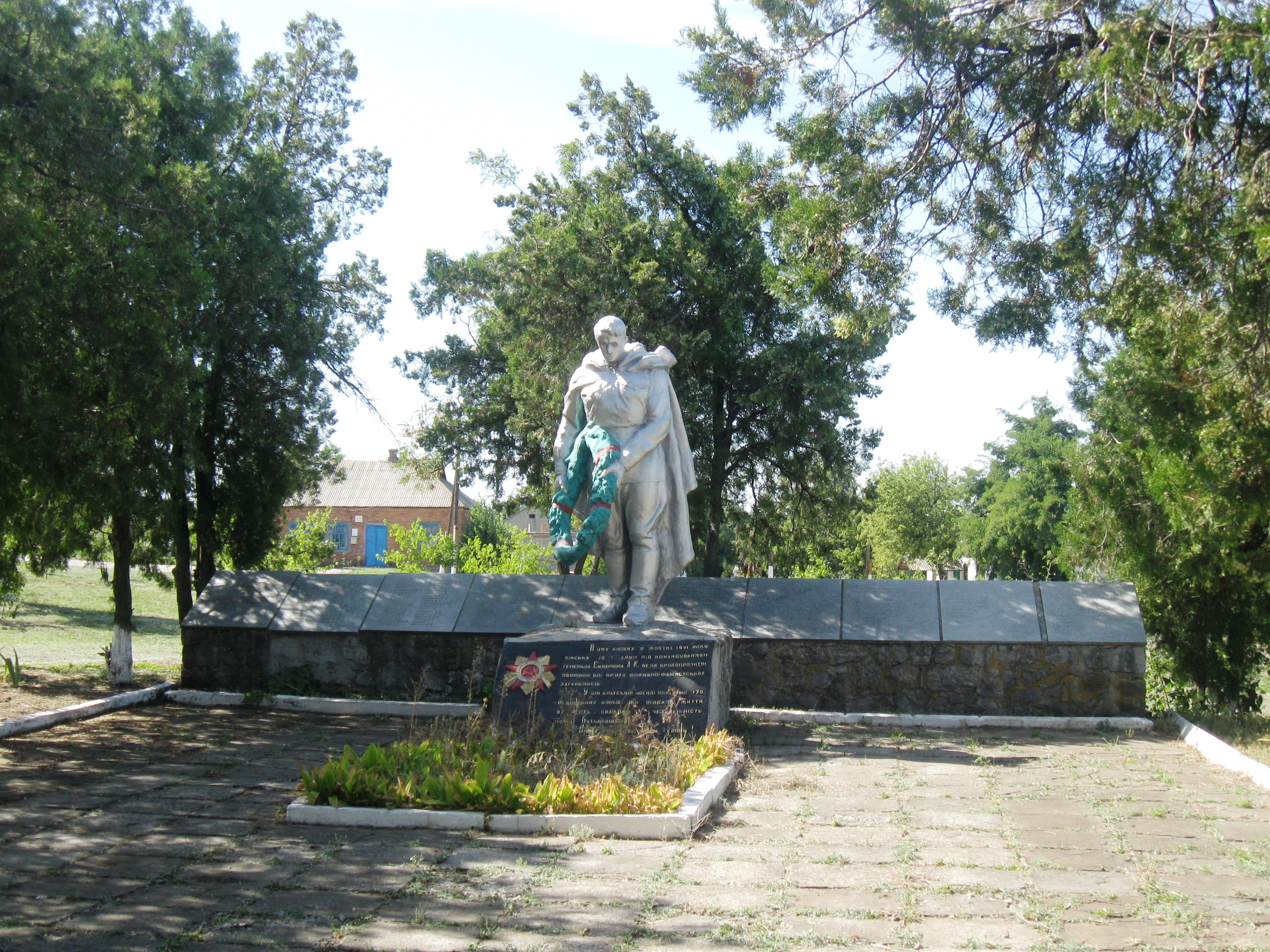

## Социальная сфера
- Клуб